# Carpathonesticus biroi
Carpathonesticus biroi là một loài nhện trong họ Nesticidae.
Loài này thuộc chi Carpathonesticus. Carpathonesticus biroi được Wladislaus Kulczynski miêu tả năm 1895.